# Prêmio Ioffe
O Prêmio Ioffe (em russo:  Премия имени А.Ф. Иоффе) é um prêmio da Academia de Ciências da União Soviética (desde 1972) e de sua sucessora, a Academia de Ciências da Rússia (desde 1993). É concedido por trabalhos de destaque em física, denominado em memória do físico Abram Ioffe.

## Recipientes
- 1972  Anatoli Regel
- 1975  Lasar Stilbans
- 1978  Issaak Zidilkovski
- 1980  Anatoly Alexandrov
- 1985  Vladimir Schuse
- 1987  Grigori Pikus, Emmanuel Rashba
- 1990  David Mirlin
- 1993  Vladimir Perel, Michail Diakonov, Igor Merkulov
- 1996  Zhores Alferov, Valeri Rumianzev, Viatscheslav Andreiev
- 1999  Piotr Antonov, Alfred Sinani
- 2002  Iuri Popov
- 2005  Robert Suris
- 2008  Alexander Kaplianski, Sergei Bassun, Boris Nowikov
- 2011  Vladimir Ustinov, Igor Merkulov, Iuri Kusraiev
- 2014 Vladimir Pudalov
- 2017 Miron Amusia, Larissa Tschernischeva
- 2020 Alexander Tschaplik